# Morir a trenta anys
Morir a trenta anys (títol original: Mourir à trente ans) és una pel·lícula francesa en blanc i negre de 1982 rodada i dirigida per Romain Goupil, que va guanyar la Càmera d'Or i Premi de la Joventut al Festival Internacional de Cinema de Canes, i el César a la millor primera pel·lícula. Ha estat doblada al català.
La pel·lícula és un documental biogràfic en blanc i negre sobre Michel Recanati, un dirigent militant durant el maig del 1968 a París.
Explica la història de dos amics a través dels grups d'ala esquerra a París entre 1966 i 1978 quan Michel es va perdre i més tard és descobert que va cometre suïcidi. És un conte personal així com una introspecció de profunditat a l'escena política de França durant aquells anys. També documenta la història del Comité d'action lycéen (CAL) i la LCR Lliga Comunista Revolucionària.

## Argument
La pel·lícula evoca, amb imatges d'època, el diari de militant d'extrema esquerra, sobretot a l'institut, de l'autor, de 1965 al suïcidi de Michel Recanati el 23 de març de 1978. Testimonis d'aquella època, com Maurici Najman, Henri Weber i Alain Krivine, són també entrevistats l'any 1981.

## Protagonistes principals
Moltes de les imatges original es va filmar 10 anys abans del documental de 1982 també rodat per Goupil. El seu pare Pierre va treballar en el cinema i Romain va agafar una càmera super 8 i va rodar els aldarulls d'estudiants i reunions d'aquell temps a París.
Hi ha gravacions de discursos d'Alain Krivine un dirigent del moviment trotskista de França i un membre de la Lliga Comunista Revolucionària coneguda amb l'acrònim LCR.
Altres figures claus de l'esquerra francesa són entrevistades en diversos punts en el documental. Inclou el periodista trotskista Maurice Najman, també Henri Weber quan era un membre destacat de la joventut Comunista Revolucionària coneguda en francès com JCR (Jeunesses communistes révolutionnaires i també membre de la LCR.

## Producció
Les músiques d'acompanyament són obres de Bizet, Rossini i Mozart. La pel·lícula ha estat produïda per MK2.